# Mary Kenneth Keller
Mary Kenneth Keller (Cleveland, 17. prosinca 1913. – Dubuque, 10. siječnja 1985.) bila je američka katolička redovnica, pedagoginja i pionirka u računalnim znanostima. Bila je jedna od prvih osoba i prva žena koja je stekla doktorat iz računalnih znanosti u Sjedinjenim Američkim Državama. Keller i Irving C. Tang bili su prvo dvoje dobitnika doktorata iz računalnih znanosti (Kellerov i Tangov doktorat dodijeljeni su istog dana).
Keller se zalagala za uključivanje žena u računalne znanosti i korištenje računala u obrazovanje. Pomogla je u osnivanju Udruge malih korisnika računala u obrazovanju (ASCUE). Na konferenciji korisničkih usluga ACM/SIGUCC 1975. godine, Keller je izjavila kako „nismo u potpunosti iskoristili računalo kao najveći interdisciplinarni alat koji je do danas izumljen.”
Keller je umrla 10. siječnja 1985. u dobi od 71 godine. 